# Eastham (Massachusetts)
Eastham város az USA Massachusetts államában, Barnstable megyében. Lakosainak száma 5752 fő (2020. április 1.).

## Népesség
A település népességének változása:
| Lakosok száma | 5453 | 4956 | 5752 |
|               | 2000 | 2010 | 2020 |